# اكني (آيت بخير)
اكني هو دُوَّار يقع بجماعة أفلا يسن، إقليم شيشاوة، جهة مراكش آسفي في المملكة المغربية. ينتمي الدوّار لمشيخة آيت بخير التي تضم 10 دواوير. يقدر عدد سكانه بـ 367 نسمة حسب الإحصاء الرسمي للسكان والسكنى لسنة 2004.

## روابط خارجية
- البوابة الوطنية للجماعات الترابية
- المندوبية السامية للتخطيط